# Ginetta Calliari
Ginetta Calliari (Trento, 15 de outubro de 1918 – Vargem Grande Paulista, 8 de março de 2001) foi uma religiosa italiana.
Companheira de Chiara Lubich, foi responsável por iniciar o Movimento dos Focolares no Brasil  .

## Biografia
Ginetta Calliari, serva de Deus nasceu em Trento, em 15 de outubro de 1918.
Gostava da arte, da filosofia e preocupava-se com a justiça social.
Em 1944, Ginetta conheceu Chiara Lubich, e participou com ela e outras jovens de uma experiência que desembocaria mais tarde naquele que passou a se chamar Movimento dos Focolares.
Deparando-se com a precariedade de todos os seus ideais diante da destruição provocada pela  Segunda Guerra Mundial, decidiram dedicar-se à religião.

### A fé
Chiara normalmente ia aos sábados se encontrar com uma comunidade que estava nascendo na cidade de Trento.  Mas naquele dia Chiara não estava bem e enviou Ginetta com uma carta sua. Ginetta tomou um susto, pois ninguém até então substituíra Chiara nos seus discursos. Além do mais, Chiara falava durante uma hora e aquela carta era breve, sua leitura iria gastar cinco minutos.
Ginetta diz:
| “ | Encontrei-me ali com as pernas e os braços que tremiam. Quando comecei a ler, a boca também tremia! Falei por uma hora, e não me lembro do que disse. Realmente, não sei como foi possível; acho que era Jesus que se servia deste instrumento, da minha pessoa para falar. E aconteceu que todos aderiram. Foi uma coisa extraordinária, que deu uma alegria enorme! | ” |

O efeito foi imediato: todos colocaram em comum o que tinham: dinheiro, relógios, joias, frutas, verduras, ovos… Esta era a primeira comunidade de Trento.
E assim se iniciou o uso de um caderno, no qual se anotava, de um lado, tudo o que se recebia, e do outro, as necessidades. Este foi um dos primeiros sinais da fé carismática de Ginetta. Ela traduzia em vida radical sua fé total no Evangelho.

### Chegada ao Brasil
Em 1959 Chiara envia Ginetta para começar a difusão do Movimento dos Focolares no Brasil. E assim em novembro de 1959, Ginetta com um grupo de companheiros, desembarcou no porto de Recife, com o objetivo de iniciar no Brasil um centro do Movimento para além das fronteiras européias.
De fato, Ginetta mesma conta:
| “ | Chegando a Recife foi um choque constatar a desigualdade social, a discriminação, a fome que transparecia nos rostos”. Era o encontro face a face com o crucifixo vivo. “Disse, então, a mim mesma: “Aqui não dá para permanecer passivos. Alguma coisa precisa mudar. O que precisa mudar? O ser humano”. E concluiu: “É preciso pessoas novas, com uma mentalidade nova, pautada pela fraternidade, de modo que surjam estruturas novas e, de consequência, cidades novas, um povo novo! | ” |

E foi o amor aos crucifixos vivos que ela encontrou por onde passava, que orientou a vida e a ação de Ginetta e, com ela, a dos membros do Movimento, desde aquela época, inspirando inúmeras iniciativas de cunho social com o objetivo de contribuir na resolução da situação de miséria de muitas pessoas nas várias regiões do Brasil.
Após uma permanência de cinco anos no Nordeste, viajando por todas as capitais daquela região, e levando com a palavra e o seu testemunho o ideal da fraternidade e da unidade, Ginetta foi para a cidade de São Paulo. Em 1969, transferiu-se definitivamente para o município de Vargem Grande Paulista. Dali, durante cerca de trinta anos, acompanhou pessoalmente a fundação de outros centros de irradiação do Movimento dos Focolares no Brasil: em Brasília, Manaus, Porto Alegre, Rio de Janeiro, Maceió, São Luís e, passo a passo, o desenvolvimento da Mariápolis Araceli (hoje Mariápolis Ginetta em sua homenagem), sede nacional dos Focolares.
Ginetta acompanhou pessoalmente os trabalhos de formação humana em algumas localidades encontrando-se também periodicamente com os moradores, como: a ilha do Inferno (perto de Recife), que em seguida passou a se chamar ilha Santa Teresinha; na comunidade Magnificat em São Luís (Maranhão); no Jardim Margarida, em Vargem Grande Paulista; no Butantã (São Paulo); no bairro do Carmo, em São Roque (São Paulo).
Na década de 1970 e 1980, quando fervilhavam na América Latina os movimentos sociais, tendo diante de si todas as pessoas dos Focolares que tiveram a própria vida transformada pelo Ideal da fraternidade e da unidade – inclusive várias provenientes de situações de extrema pobreza – Ginetta teve a ideia de organizar um livro que recolhesse todas essas experiências. O livro trazia como título O Evangelho: Força dos Pobres.
A Economia de Comunhão e o Movimento Político pela Unidade  são duas intuições de Chiara, como um modo de contribuir para a resolução dos muitos problemas sociais do Brasil, tiveram em Ginetta o primeiro motor de atuação em terras brasileiras.

## Beatificação[11]
Em 8 de março de 2007 foi aberto na catedral de Osasco o processo de beatificação de Ginetta Calliari.
Estavam presentes na abertura do processo de beatificação mais de 2000 pessoas, entre eles 9 bispos, personalidades de várias Igrejas, de movimentos eclesiais e de outras religiões.
O bispo de Osasco, dom Ercílio Turco, disse:
| “ | Ginetta levava às pessoas não só ao encontro com Jesus, mas tambem o empenho de viver a vocação cristã na sociedade, numa via de santidade que suscitava transformações, abrindo novas perspectivas. | ” |